# 2012년 구정컵
2012년 구정컵은 홍콩에서 해마다 열리는 구정컵의 30번째 대회이다. 결승전에서 성남 일화 천마가 시미즈 에스펄스를 5-1로 물리치고 우승을 차지했다.

## 우승
| 2012년 구정컵 우승          |
| --------------------------- |
| 대한민국                    |
| 성남 일화 천마 첫 번째 우승 |